# Kurt Ludewig
Kurt Ludewig (* 6. Dezember 1942 in Valparaíso, Chile) ist ein deutsch-chilenischer Psychologe und systemischer Psychotherapeut. Er hat maßgeblich zu Theorie und Verbreitung der systemischen Therapie im deutschsprachigen Bereich beigetragen. In den 1980er Jahren hat er (eine Version von) El árbol del conocimiento (Vorlesungen) von Humberto R. Maturana und Francisco J. Varela ins Deutsche übertragen.
Ludewig gilt als Begründer des Konzepts der Mitgliedschaft und Erfinder des Familienbretts, das familiäre und andere soziale Beziehungen mit Hilfe von Holzfiguren sichtbar macht. Er erarbeitete eine umfassende und in sich kohärente klinische Theorie der systemischen Therapie unter Rückgriff insbesondere auf Konzepte des Neurobiologen Humberto Maturana und des Soziologen Niklas Luhmann.

## Leben
Kurt Ludewig studierte zuerst einige Semester Medizin und Rechtswissenschaften in Chile. 1963 siedelte er in die USA über, 1965 ging er dann weiter nach Deutschland, wo er ab 1966 Psychologie an der Universität Hamburg studierte und 1971 mit dem Grad Dipl.-Psych. abschloss. 1978 promovierte er zum Dr. phil. bei Peter R. Hofstätter, ebenfalls in Hamburg, mit einer Arbeit über Interpersonelle Verhaltensmuster und Psychopathologie. Von 1974 bis 1992 war er Klinischer Psychologe und Dozent an der Abteilung für Kinder- und Jugendpsychiatrie der Universität Hamburg, von 1992 bis 2004 Leitender Psychologe der Klinik für Kinder- und Jugendpsychiatrie und Psychotherapie der Universität Münster.
Kurt Ludewig ist Mitgründer und war von 1984 bis 1996 Vorstandsmitglied im Institut für systemische Studien e.V. Hamburg; 2007 wurde er zum Ehrenmitglied dieses Instituts ernannt. Von 1993 bis 1999 war er Erster Vorsitzender der Systemischen Gesellschaft, von 2001 bis 2005 Vorstandsmitglied der European Family Therapy Association EFTA. Er hat 1996 die Deutsche Gesellschaft für Komplexe Systeme und Nichtlineare Dynamik und 1997 das Westfälische Instituts für systemische Therapie und Beratung Münster e.V. mitgegründet. Er wirkte bis 2012 als Lehrtherapeut am Institut für systemische Studien in Hamburg und am Institut an der Ruhr in Bochum. Außerdem hielt er Seminare und leitete Workshops an verschiedenen Institutionen im In- und Ausland. In Wien unterrichtete er an der Sigmund Freud Privat Universität. Sein 1992 erschienenes Standardlehrbuch Systemische Therapie war das erste seiner Art und wurde in mehrere Sprachen übersetzt.

## Zitate
„Die erste Hälfte der 80er Jahre, die Jahre 1981–1986, sollten für mich zu den aufregendsten meines beruflichen Lebens werden. Man wanderte von Tagung zu Tagung, von Workshop zu Workshop und konnte immer sicher sein, etwas Neues zu entdecken, etwas wirklich Neues zu lernen. Die ‚Verstörungen‘ hörten nicht auf. Man rang mit dem anspruchsvollen Projekt, eine eigenständige systemische Theorie für die klinische Praxis zu entwerfen. Gefragt waren zu dieser Zeit theoretische und metatheoretische Konzepte; die Fragen der Methodik und der empirischen Forschung gerieten hingegen vorerst ins Hintertreffen. Man wartete sehnsüchtig auf die neuen Hefte von Family Process, Familiendynamik und der Zeitschrift für systemische Therapie und war bereit, sich mit ungewohnt komplexen Texten auseinanderzusetzen; man behalf sich mit philosophischen und anderen Wörterbüchern.“

„Ludewig ist es gelungen, eine Konzeption des Problemsystems zu entwickeln, die die biologischen Systemtheorien des Neurobiologen Humberto Maturana und die soziologischen Systemtheorien des Soziologen Niklas Luhmann integriert. Demnach sind Systeme kognitive Konstrukte (also nicht Modelle objektiver Sachverhalte). Nach diesem Verständnis bildet sich das Problemsystem nicht mehr aus Individuen, sondern aus Mitgliedern ‚einer Sequenz kommunikativer Interaktionen‘ (Ludewig, 1992). Ziel der Therapie ist es dann, die kommunikativen Mitgliedschaften am Problemsystem zu verändern und damit die ‚Problemkommunikation‘ aufzulösen.“

## Schriften
- Systemische Therapie. Grundlagen klinischer Theorie und Praxis. Klett-Cotta, Stuttgart 1992, ISBN 3-608-91648-2.
- Das Familienbrett. Hrsg. gemeinsam mit Ulrich Wilken. Hogrefe, Göttingen 2000, ISBN 3-8017-1329-6.
- Leitmotive systemischer Therapie. Klett-Cotta, Stuttgart 2002, ISBN 3-608-94172-X.
- Einführung in die theoretischen Grundlagen der systemischen Therapie. Carl Auer, Heidelberg 2005, ISBN 3-89670-466-4.
- Entwicklungen systemischer Therapie – Einblicke, Entzerrungen, Ausblicke. Carl-Auer, Heidelberg 2013, ISBN 3-8497-0008-9.
- Systemische Therapie. Grundlagen klinischer Theorie und Praxis. Carl-Auer, Heidelberg 2015, ISBN 3-8497-0060-7.